# Ruben Visser
Ruben Visser (21 februari 1989) is een Nederlands pokerspeler. Hij won onder meer het £5.000 + 250 No Limit Hold'em - Main Event van EPT Londen 2013, goed voor een hoofdprijs van $895.370,- (£595.000,-). Visser verdiende tot en met juli 2015 meer dan $2.350.000,- in live pokertoernooien, online spel en (cashgames niet meegerekend). Visser stopte later met pokeren en begon een carrière in de beleggingswereld. Desalniettemin werd hij in 2019 uitgeroepen tot een van de beste Nederlandse pokerspelers aller tijden door pokerwebsite onkpoker.nl

## Wapenfeiten
Visser begon op zijn achttiende op het internet met pokeren. Aan professionele live toernooien nam hij voor het eerst deel in 2008. Daarmee haalde hij dat jaar zijn eerste geldprijs binnen door zesde te worden in het €500 + 30 No Limit Hold'em-toernooi van het Prague Poker Palooza, goed voor €1620,-. Een jaar later bereikte hij voor het eerst het prijzengeld op een toernooi van de World Poker Tour, toen hij elfde werd in het €5.000 + 300 No Limit Hold'em - Main Event van het WPT Spanish Championship.
Visser boekte voor het eerst een concreet resultaat op de European Poker Tour in november 2009. Op het €5.000 + 300 No Limit Hold'em - Main Event van EPT Vilamoure werd hij veertiende. Na nog twee cashes in EPT-toernooien in 2010 en 2011 volgde in 2012 zijn eerste finaletafel op de European Poker Tour. Hij werd toen achtste in het $10.000 + 300 No Limit Hold'em - Main Event van het PokerStars Caribbean Adventure, goed voor $156.400,-. Niet zijn eerste geldprijs van zes getallen in een live toernooi, want in 2011 eindigde Visser op de 44ste plaats van het Main Event van de World Series of Poker 2011, op dat moment het op vijf na beste resultaat van een Nederlander in dat toernooit ooit. Dit leverde hem $196.174,- op.
In maart 2013 werd Visser de vijfde Nederlander in de geschiedenis die een hoofdtoernooi van de European Poker Tour op zijn naam schreef en de eerste die hierop de editie Londen won. In dit toernooi bleef hij 646 concurrenten voor, waarvan onder andere Theo Jørgensen tegenover hem aan de finaletafel zat.

## Andere toernooizeges
Visser won ook verschillende evenementen die niet tot de (hoofd-)toernooien van de WPT, WSOP en EPT behoren:
- Het €4.000 + 250 No Limit Hold'em - Main Event van de Master Classics of Poker 2014 (hoofdprijs €279.090,-)
- Het €200 + 30 Pot Limit Omaha-toernooi van de Master Classics of Poker 2012 (hoofdprijs €29.370,-)
- Het €1.000 + 100 No Limit Hold'em - Random Bounty-toernooi van EPT Deauville 2012 (hoofdprijs €44.400,-)
- Het € 1,000 No Limit Hold'em - Main Event van de VIP Days Venlo X-Mas Edition 2011 (hoofdprijs €42.000,-)
- Het € 400 + 40 No Limit Hold'em-toernooi van het WPT Spanish Championship 2009 (hoofdprijs €12.000,-)